# Dzierzążno
Dzierzążno – wieś w Polsce, położona w województwie kujawsko-pomorskim, w powiecie mogileńskim, w gminie Mogilno.
Wieś królewska położona w II połowie XVI wieku w powiecie kruszwickim województwa brzeskokujawskiego, należała do starostwa kruszwickiego. W latach 1975–1998 wieś administracyjnie należała do województwa bydgoskiego.
Według Narodowego Spisu Powszechnego (III 2011 r.) liczyła 350 mieszkańców.